# 真宗佛光寺派
真宗佛光寺派（しんしゅうぶっこうじは）是淨土真宗之一派。本山是京都市下京區的「佛光寺」。末寺數390。

## 本尊
- 阿彌陀如來
- 脇掛　右：九字名號（南無不可思議光如來）・左：十字名號（歸命尽十方無礙光如來）

## 歷史
「興隆正法寺」轉移至東山，改稱「佛光寺」是此派之起源。明治14年（1881年），成為真宗佛光寺派。

## 關連項目
- 真宗興正派
- 興正寺